# هشام شربتجي
هشام شربتجي (2 مارس 1948 - 16 مايو 2023) مخرج سوري مواليد دمشق. يعد من مؤسسي نهضة الدراما السورية في الخمسة والعشرين سنة الأخيرة.

## عن حياته
وُلد هشام شربتجي في 2 مارس 1948، في مدينة دمشق وتحديدا منطقة المهاجرين وتعلم في مدارسها. تألفت عائلته من أب وأم وثلاثة أبناء. حصل على شهادة البكالوريوس من أكاديمية الفنون (المعهد العالي للفنون المسرحية) في القاهرة عام 1972 ، بعدها سافر إلى ألمانيا ليكمل دراسته، وبدأ مشواره في العديد من الأعمال التي تركت بصمةً واضحة في ذهن المشاهد على مستوى الساحة العربية، كما تميزت أعماله بخفة الظل وملامستها لهموم الناس في الصميم، وعالج قضايا الناس عبر أعمال كوميديةٍ بسيطة قريبة من هموم الناس في كل مكان. لُقب بـ«شيخ الكار». هو والد المخرجة رشا شربتجي.
كانت له البصمة الأكبر عندما أطلق مع الفنان ياسر العظمة سلسلة المسلسلات السورية الكوميدية الشهيرة مرايا ابتداء من مرايا 84، ومن ثم مرايا 86، ومرايا 88 قبل أن يبتعد عن إخراج السلسلة ليتابع بها ياسر العظمة بمفرده مع مخرجين آخرين منهم مأمون البني، ولكن شربتجي عاد وأخرج مرايا 2006.

## وفاته
توفي هشام شربتجي صباح يوم الثلاثاء 26 شوال 1444 هـ الموافق 16 مايو 2023 عن عمر ناهز 75 عاماً، بعد صراع مع المرض وبعد أشهر من انتكاسات عانى منها إثر جلطة دماغية كان تعرض لها قبل عامين تقريباً.

## أعماله
له أعمال تلفزيونية سورية شهيرة نذكر منها:
- مرايا 84 (1984)
- مرايا 86 (1986)
- مرايا 88 (1988)
- البناء 22 (1990)
- مرايا 91 (1991)
- عيلة خمس نجوم (1994)
- يوميات مدير عام (1995)
- عيلة ست نجوم (1996)
- أحلام أبو الهنا (1996)
- عيلة 7 نجوم (1997)
- يوميات جميل وهناء (1997)
- عيلة 8 نجوم (1998)
- بطل من هذا الزمان (1999)
- البحث عن هوية سهرة تلفزنونية (2000)
- أسرار المدينة (2000)
- مبروك 2001
- أنت عمري (2001)
- صراع الزمن (2002)
- بنات اكريكوز (2002)
- قلة ذوق وكثرة غلبة (2002)
- أيامنا الحلوة (2003)
- رجال تحت الطربوش (2004)
- بقعة ضوء 5 (2005)
- مرايا (2006)
- جرن الشاويش (2007)
- رياح الخماسين (2008)
- الجزء 16 من المسلسل السعودي طاش ماطاش (2009)
- الماشي (2011)
- المفتاح (2012)
- أزمة عائلية (2017)
- مذكرات عشيقة سابقة (2017)